# Distrito de Ganderbal
Ganderbal (en hindi; गांदरबल) es un distrito de la India en el estado de Jammu y Cachemira. Código ISO: IN.JK.GA.
Comprende una superficie de 258 km².
El centro administrativo es la ciudad de Ganderbal.

## Demografía
Según censo 2011 contaba con una población total de 297 003 habitantes, de los cuales 138 103 eran mujeres y 158 900 varones.